# Mediaster transfuga
Mediaster transfuga is een zeester uit de familie Goniasteridae.
De wetenschappelijke naam van de soort werd in 1905 gepubliceerd door Hubert Ludwig.